# 中国2010年上海世界博览会瑞士馆
中国2010年上海世界博览会瑞士馆是2010年上海世博会上代表瑞士的展馆，位于世博园区C片区，占地面积为4000平方米，由瑞士联邦外交部下属的瑞士国家形象委员会负责建设和管理。瑞士馆的主题为“城市与乡村的互动”。
瑞士馆主要由低层的都市空间和顶层的自然空间最成，以表示城市与乡村、科技与自然的和谐互动。而两者之间由巴特莱集团设计制造的单轨吊椅相连接，可以乘坐吊椅往返。而展馆四周由巨大的帷幕包围，其中的红色太阳能板闪光体将会在世博会闭幕后出售，售价为250元人民币。